# Newsworld International
Pour les articles homonymes, voir NWI.
Newsworld International (NWI) est une chaîne de télévision par câble américaine spécialisée dans l'information en continu. Newsworld International diffuse une sélection des programmes de plusieurs chaînes étrangères dont la canadienne CBC. La chaîne propose aux téléspectateurs américains une diversité de points de vue et une couverture des événements internationaux qu'ils ne retrouvent pas sur Fox News, CNN ou dans les journaux des grands Networks. Elle est aussi très regardée par les Canadiens vivant aux États-Unis.
Newsworld International est créée en 1994 par CBC en partenariat avec une filiale de la Power Corporation du Canada. À ses débuts, elle diffuse quasiment les mêmes programmes que sa grande sœur CBC Newsworld au Canada. En 2000, Newsworld International est rachetée par USA Network qui sera à terme intégrée à Vivendi Universal. Dans le giron de Vivendi Universal, Newsworld sera rattachée au Universal Television Group.
En mai 2004, la chaîne est rachetée par INdTV, un consortium dirigé par l'ancien vice-président des États-Unis d'Amérique Al Gore et Joel Hyatt. En 2005, la programmation de la chaîne n'avait pas encore changé mais Gore et ses associés envisagaient de renommer la chaîne INdTV et de proposer une information nationale aux jeunes spectateurs américains.
En rachetant Newsworld International, Gore souhaitait au départ proposer une chaîne d'information libérale (dans le sens américain du terme) pour contrebalancer la très conservatrice Fox News. Ce projet a été abandonné quand Gore s'est rendu compte que sa chaînes serait boycottée par les annonceurs et ne pourrait donc pas être viable.
La chaine a cessé d'émettre en 2005, et a été rachetée en 2013 par Al-Jazeera America pour ses contrats de diffusion.

## Programmes repris par Newsworld International en2005
- La plupart des programmes d'actualité internationale de CBC (y compris Hemispheres, une coproduction avec l'Australian Broadcasting Corporation)
- Les journaux et magazines en anglais de Deutsche Welle
- Les principaux journaux et magazines en anglais de NHK
- Les journaux en anglais de CCTV
- Evening News de ITV (produit par ITN)